# Lista comunelor din Bechar

Harta Algeriei cu provincia Bechar evidențiată

Din provincia Bechar fac parte următoarele comune:
- Abadla
- Béchar
- Béni Abbès
- Beni Ikhlef
- Beni Ounif
- Boukaïs
- El Ouata
- Erg Ferradj
- Igli
- Kenadsa
- Kerzaz
- Ksabi
- Lahmar
- Mechraa Houari Boumedienne
- Meridja
- Mogheul
- Ouled Khoudir
- Tabelbala
- Taghit
- Tamtert
- Timoudi